# Gusjon

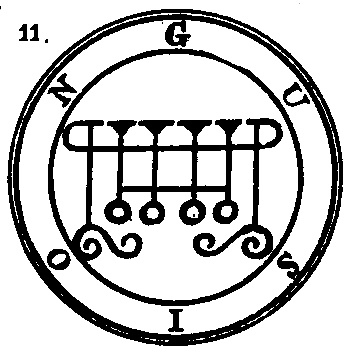
Pieczęć Gusjona wg Goecji Crowleya i Mathersa.

Gusjon – w tradycji okultystycznej, demon, książę piekła. Znany również pod imionami Gusion, Gusoyn, Gusojn i Gusoin. Rozporządza 40, a według Dictionnaire  Infernal 45 legionami duchów. W Sztuce Goecji jest jedenastym, a w Pseudomonarchii Daemonum ósmym duchem.

## Wdemonologii
By go przywołać i podporządkować potrzebna jest jego pieczęć, która według Sztuki Goecji powinna być zrobiona z miedzi.
Można się od niego dowiedzieć wiele na temat przeszłości, teraźniejszości i przyszłości. Godzi skłóconych przyjaciół. Odpowiada na każde zadane pytanie. Rozdaje zaszczyty i godności. Potrafi odnaleźć ukryte rzeczy.
Przedstawiany jest jako ksenopilus, czyli niebieskogłowe stworzenie o zdeformowanej czaszce, a według Dictionnaire Infernal pojawia się pod postacią wielbłąda.